# Qaraqala
Qaraqala è un comune dell'Azerbaigian situato nel distretto di Babək.